# Anastasius II.
Anastasius II. (* in Rom; † 19. November 498 ebenda) war Papst vom 24. November 496 bis zu seinem Tode.

## Leben
Anastasius II. war Römer und Sohn des Presbyters Petrus. Er lebte in der Anfangszeit der ostgotischen Herrschaft unter Theoderich und zur Zeit des Schismas des Akakios von Konstantinopel. Er zeigte sich versöhnlicher als seine Vorgänger Felix II. und Gelasius I. und versuchte Brücken zur Reichskirche unter Kaiser Anastasios I. zu schlagen, was ihn beim römischen Klerus unbeliebt machte und Tadel vom Autor des Liber Pontificalis einbrachte. Daher beschrieb Dante Anastasius als Häretiker in der Hölle. Nach seinem Tod führten die Streitigkeiten zum Schisma des Symmachus und Laurentius.
Im 17. Jahrhundert entstand unter seinem Namen ein gefälschtes Glückwunschschreiben zur Taufe des Frankenkönigs Chlodwig I.